# 千葉景子
千葉 景子（ちば けいこ、1948年〈昭和23年〉5月11日 - ）は、日本の政治家。
法務大臣（第82・83代）、参議院国会等の移転に関する特別委員長、同環境特別委員長、同決算委員長、参議院議員（4期）、日本社会党中央執行副委員長民主党総務委員長、同広報委員長、同副代表などを歴任。旭日大綬章受章。

## 経歴

### 政界入りまで
神奈川県出身。横浜国立大学学芸学部附属横浜中学校、東京学芸大学附属高等学校を経て、1971年（昭和46年）中央大学法学部を卒業。
1982年（昭和57年）、弁護士登録。横浜弁護士会に所属。弁護士時代の活動としては、有名な訴訟として厚木基地爆音訴訟、富士見産婦人科病院事件、宇都宮病院事件などがある。

### 社会党・社民党時代
弁護士活動を通じて日本社会党と関係が生まれ、所属していた弁護士事務所長からの薦めもあり、1986年（昭和61年）、第14回参議院議員通常選挙に日本婦人会議神奈川県本部の支援を受け、社会党公認で神奈川県選挙区から立候補し初当選。
社会党副書記長、社会民主党副党首などを歴任。離党後も、「アムネスティ議員連盟」事務局長を務めた。

### 民主党時代

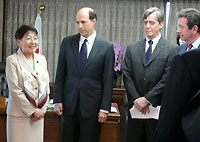
2009年10月16日、法務省にてジョン・ルース（左から2人目）ら各国大使と

1997年（平成9年）1月に社民党を離党、民主党に入党する。社会党時代から続く神奈川県の自治労や連合の支持を引き続き受け、複数回当選を果たす。民主党・新緑風会副会長、党広報委員長を歴任。民主党の次の内閣では男女共同参画人権総務大臣、法務大臣を歴任し、2007年（平成19年）8月、党総務委員長に就任。
2004年10月4日、参議院本会議で代表質問に立ち、内閣総理大臣小泉純一郎の所信表明演説について「残念ながらわが国が置かれている状況への危機感を感じさせるご自身の言葉や説得力ある内容は微塵もなかった」と批判した。

### 法務大臣
2009年（平成21年）9月16日発足の鳩山由紀夫内閣にて法務大臣に就任。女性の法曹資格者の法務大臣就任は初。奇しくも、前任の法務大臣である森英介は、高校時代の同級生であった。「死刑廃止を推進する議員連盟」に所属する議員が死刑執行命令を出す法務大臣に就任したことで、法と持論の間で死刑制度をどう考えていくか注目されていたが、同月29日に同議員連盟を外れる意向を示した。また、法務大臣による検事総長への指揮権については「慎重にしなければならないが、検察の行き過ぎがあれば指揮権の発動は制度としては認められている」と述べ、歴代法務大臣より踏み込んだ考えを示した。
なお、千葉は第2次小泉改造内閣について、「今般の閣僚、党三役の顔ぶれを見る限り、民間人の登用はゼロ、女性閣僚もたった二人、大変失礼ではありますが、新鮮味のない顔ぶれでした」と批判していたが、自身が法務大臣に起用された鳩山内閣も、民間人の登用がなく、女性閣僚が自身を含む二人（後に一人）という構成となった。また、自身が留任した菅直人内閣でも民間人の登用はなく、女性閣僚も自身を含んで二人に留まった（ただし、自身が大臣退任後の菅直人改造内閣では、女性閣僚こそ一人であったものの、民間人が民主党政権において初めて閣僚に登用された）。
また、内閣総理大臣臨時代理予定者5位に指定された（財務大臣藤井裕久が辞任した2010年1月から鳩山内閣が総辞職した6月までは4位）。内閣総理大臣臨時代理予定者に参議院議員が指定されるのは2000年の第1次森内閣の青木幹雄以来であり、自動的に1位か2位に指定される内閣官房長官以外では初めてであった。

### 落選と大臣続投

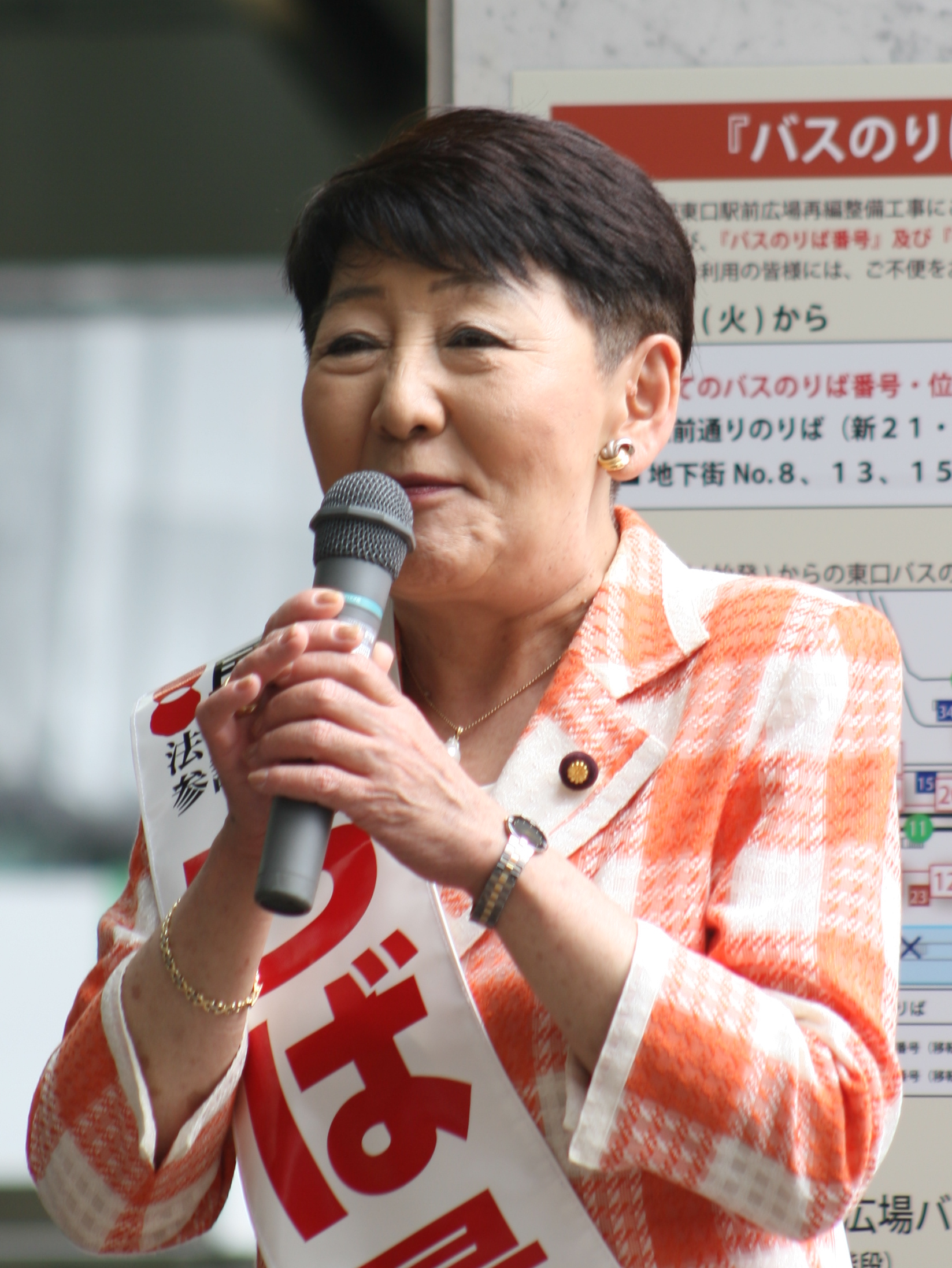
2010年撮影

2010年（平成22年）6月8日発足の菅直人内閣で法務大臣に再任。
同年7月11日に投開票が行われた第22回参議院議員通常選挙に現職の大臣として臨むが落選した。現職閣僚の落選は、2000年の第42回衆議院議員総選挙での第1次森内閣の玉沢徳一郎農相と深谷隆司通産相（いずれも当時）以来、10年ぶりだった。首相の菅直人は民間人として引き続き閣僚に留めたことから、野党だった自民党や産経新聞から選挙で示された民意を無視しているとの批判も浴びた。政治学者の高瀬淳一は、「民間人の閣僚起用は、政治家以外の『知恵』を生かすためだ。落選議員を大臣で“救済”するのは論外」と指摘している。
内閣総理大臣臨時代理予定者に民間人が指定されるケースは、2000年6月から7月の深谷隆司以来2人目。落選後に開会された第175回国会において、民間人閣僚として予算委員会に出席した。現職閣僚として国政選挙で落選した政治家が離任しないまま閣僚として国会開会中の常任委員会に出席したのは初めてである。
落選から68日後の2010年9月17日に菅直人改造内閣発足に伴って退任し、選挙に落選して国会議員資格を失った民間人閣僚としては49日間在任した。国政選挙で落選した閣僚が職務を続けたそれまでの最長記録である第4次吉田内閣の林屋亀次郎（落選から27日後の退任、民間人閣僚として19日間在任）を大幅に更新した。

### 死刑執行命令
2010年7月24日に、2人の死刑囚に対する死刑執行を命令した。その後、7月28日に千葉の命令に基づいて死刑が執行された。民主党政権として初めて死刑執行命令だった。
その際、死刑執行に立ち会ったことを記者会見で明らかにする。なお、執行命令書に署名を行った24日の時点では、落選は確定していたが、まだ参院議員の任期中であった。

### 検察の在り方検討会議座長
法務大臣退任後に、大阪地検特捜部主任検事証拠改ざん事件が起きたことに関して、後任の法務大臣である柳田稔によって検察の在り方検討会議座長に選任された。
これに対し日本弁護士連合会は、座長の千葉は問題となった障害者団体向け割引郵便制度悪用事件の公判時の法務大臣であったため「第三者性が確保されるかどうかについて重大な懸念がある」との宇都宮健児会長名の声明を出した。

## 活動
- 1999年8月5日、日の丸・君が代を国旗・国歌とする法律（国旗及び国歌に関する法律）について反対票を投じた。
- 1999年11月16日、「恒久平和調査局設置法案を求める院内集会」に参加。「とりくむべき戦後処理問題は山積しているが、21世紀を目前にした今、まずきちんと事実を知り、それに基づいてきちんと対応することが、新しい時代に向かってやらねばならない責任だ。」と成立に意欲を見せた[16]。
- 2002年10月22日、国会代表質問で政府が民間給与との格差是正のため国家公務員給与の引き下げを実施することについて、自民党を中心とする政府の経済失政が民間給与の落ち込みを招いたとし、官民格差の是正によって、給与所得を抑制することは問題があると主張した。
- 2006年4月26日、東京・永田町の参議院議員会館で行われた「共謀罪に反対する超党派国会議員と市民の緊急院内集会」で呼びかけ人となる[17]。
- 2007年6月25日、安倍首相に対する問責決議案を提出した。（結果は否決）
- 政権交代による入閣までは「児童買春・児童ポルノに係る行為等の処罰及び児童の保護等に関する法律の一部を改正する法律案」の担当を行っていた。児童買春・児童ポルノ処罰法改正検討チームの座長として見直し時期となっていた同法改正に取り組み、民主党側改正案を取りまとめたが、改正案は2009年7月の衆議院解散により与党（自民党・公明党）案と共に廃案となった。同法案改正に関する読売新聞紙上の特集記事においては、単純所持規制には冤罪防止の観点から慎重に、架空創作物規制に関しては分けて考えるべき等の発言を行っている[18]。
- 2010年7月28日、千葉法相は記者会見で、死刑執行に自ら立ち会ったことを明らかにした。民主党政権では初めての死刑執行である。また法務大臣が死刑執行に立ち会うことも初めてである。

### 死刑制度反対と死刑の執行命令
かねてから死刑制度に批判的な立場であり、鳩山由紀夫内閣の法務大臣に就任する直前まで「死刑廃止を推進する議員連盟」に所属・活動していた。法務大臣就任後の記者会見で、法務大臣の権限である死刑執行の承認許可を出すかと問われた際、「慎重に検討したい」として明言を避けたが、2010年2月24日の法務委員会にて「死刑制度がなくなることが好ましい」と死刑制度には強い反対の姿勢を表明した。
こうした姿勢に、在任中に13人の死刑囚の死刑執行を命令した元法務大臣の鳩山邦夫は「職務怠慢などという軽いものではなくて、違法状態の放置だ。法治国家の法務大臣としてありえない。憲法に照らし合わせても不適格だ。」「任命責任？菅さんも死刑反対なんでしょう」と批判した。『産経新聞』も社説「主張」にて、「死刑執行の署名など法相としてなすべきことをしない人物が適任者とはいえない」と批判した。
しかし、その後同議連を脱退。2010年7月28日には、民主党政権下では初の死刑執行となる死刑囚2人（熊谷男女4人殺傷事件及び宇都宮宝石店放火殺人事件における死刑囚）の刑執行、自ら死刑執行に立ち会った。
かつて所属していた同議連は「死刑は国家による殺人行為」と強く抗議し、千葉との面会を求めたが拒否された。同議連の会長である亀井静香は「死刑をすべきではないという信念を持っていた（千葉）法相なので、考え方を変えるのなら、国民に説明しないと（いけない）」と主張の変遷を批判。社民党党首の福島瑞穂は、「政府内で大きな議論もなく、死刑が執行されたことは本当に残念だ。結局、自民党時代の政治と何も変わっていない」と、死刑制度に対する議論を行なっていないことに対する批判を展開させた。
一方、当時野党だった自民党などは、議員在職中には死刑を執行せず、落選後の国民の支持を失った法相が死刑執行をしたことについて批判した。ただし、執行署名は参議院議員としての任期満了日の前日の7月24日だったとされる。
千葉は大臣の就任当初から「執行しませんと言って終われるのか、それでいいのか」と思っており、また執行しないことが刑場公開など他の課題を進めることへの妨げになると考え、批判は覚悟の上で決断した。2010年1月頃から執行に向けて準備を進め、執行当日は「形式的には厳粛な形だが、ああいう非人間的で無機質な死に方、命の絶たれ方には非常に違和感を覚えた」とされる。
なお、千葉はかつて杉浦正健が2005年に法務大臣に就任した際の「自分の信念として死刑執行命令書にサインしない」という発言を撤回したことについて「死刑制度に疑問をお持ちであれば、死刑制度廃止に向けた姿勢を貫くべきではなかったのでしょうか」と、国会で杉浦大臣の一貫性の欠如を批判していた（杉浦は法相在任中に死刑執行はしなかった）。
そして、2010年8月27日には、初めて死刑執行をしている東京拘置所の刑場の一部を報道機関に部分的に公開した。公開を決断した理由の一つに裁判員裁判を挙げ「判決に関わる裁判員だけが悩むのではなく、国民的な議論が必要」と述べている。また、法務大臣として初めてとみられる死刑執行場面の立ち会いについては「執行についての明確な責任者、国家権力として少なくとも最終判断者が状況を知らないのは無責任であり違和感を覚えていた。そのため、執行を決断した場合には立ち会わねばならないと考えていた」ことを理由に挙げている。このことは海外のメディアなどでも取り上げられた。
2022年12月13日、BS-TBSの『報道1930』の電話インタビューに応じ「法務大臣が別に死刑執行をやるかやらないかという権限を与えられているわけではない」、「死刑執行の順番がどのように決まっているのかわからない」と回答した。

### 辛光洙釈放署名問題
- 2009年（平成21年）9月29日、千葉は産経新聞のインタビューに対し、署名をしたことについて「まあ、『うかつだったのかな』という気持ちはある。誤解を招くような結果になったのは、大変申し訳ないという気持ちではある」と釈明した[30]。
  - 11月5日の衆議院予算委員会にて、自民党の稲田朋美からこの件を追及された際には、（日本人拉致実行の容疑者である）辛光洙が釈放嘆願のリストに含まれているのに気付かなかったと答弁している[31]。

### 未成年に対する厳罰化への反対
- 2007年（平成19年）4月27日、参議院本会議において、政府が保護観察の強化などを盛り込んだ少年法改正案を提出すると、千葉は「凶悪な少年犯罪を作り出すのは社会が原因であり、少年法の厳罰化は、児童の更生に全く役に立たない」と強く反対した[32]。

### 在日外国人に対する地方参政権の付与の要求
- 在日外国人に対する参政権については「地域の一員として納税などの義務を果たしており、（定住外国人が）地域のさまざまな活動に参加することや、参政権付与は当然」としている[33]。
- 1999年4月14日、民主党が主張する参議院本会議で在日外国人に対する地方参政権の付与について政府の考えをただした[34]。

## 不法入国・滞在者関連
- 1999年4月14日、参議院本会議で外国人登録法改正案に対する代表質問に立ち、「外国人を異端とみなし管理しようとの思想から抜け出ていない」「新たに不法滞在罪を創設するなど、外国人と自国民を同様に扱おうとの世界的流れに逆行している」などと法案を批判した。特に、外国人に対して従来通り登録証の常時携帯を罰則で強制していることを問題点として強く追及したが、陣内孝雄法務大臣は「登録証の常時携帯は不法滞在者が多い現状では必要。諸外国でも日本と同様に登録証携帯を義務づけている」と反論した。ただし、改正法案に対しては「指紋押捺制度の全廃については当然。遅きに失した。」と肯定的な評価もしている[34]。
- 2004年4月7日、参議院本会議において入国管理局の不法滞在外国人通報システムを批判した[35]。また、政府提出の出入国管理・難民認定法改正案について、仮滞在許可制度の厳しい要件や難民申請期限の硬直的な運用、強制収容での処遇改善や人権保障、難民の生活支援でのNGO活動との協調関係の構築などについても質した[36]。
- 2004年4月13日、参議院法務委員会で、不法滞在者への罰則強化は不法滞在の抑止力にはならず、外国人と共生できる社会への道を閉ざしているのではないかと質問した。
- 2006年3月27日、出入国・在留管理を強化し、テロリストや不法入国などのブラックリストに符合した外国人を直ちに強制退去させる出入国管理及び難民認定法の一部を改正する法律案に反対し、「指紋採取の入管法改正は大問題〜3/27緊急集会」の呼びかけ人となる。
- 2006年11月、法務省入国管理局が難民不認定処分と国外退去処分を下したイラン人に対して、処分の取り消しを求める運動の呼びかけ人になる[37]。
- 2007年8月、法務省入国管理局が退去強制命令を下した1997年に観光ビザで来日し、神奈川県川崎区に不法滞在していた韓国人の家族に対して、撤回を求める働きかけを精力的に行う。
- 2007年10月30日、テロ防止のため入国・再入国のたびに、指紋と顔情報の提供を義務づける「日本版US-VISIT」に反対し、「『テロ対策』と日本版US-VISITを考える院内集会」の呼びかけ人となる
- 2008年12月4日の国籍法改正案の参議院法務委員会における「討論」では特に発言を行わずに採決に移るという日程に与野党の理事が事前合意していたにもかかわらず、「討論」時に自民党の丸山和也委員が突如発言を求め、委員長（公明党）が一旦発言を許したため理事の千葉が激しく抗議し、理事協議のため議事が中断した。再開された審議では丸山委員は発言を求めず、採決に移り可決された。
- 2009年3月17日、参議院法務委員会において、他人名義のパスポートにより日本に不法入国した家族に対して、強制送還をせずに、一家全員を日本に在留させる特別措置をするよう森英介法務大臣に求めた。
- 2009年9月30日、法務大臣として「（不法入国者やオーバーステイの外国人が）日本に長年定着し、罪を犯したりすることなく一生懸命働き、家族も日本がふるさとのようになっている人に『帰りなさい』というのはねえ。日本社会もそういうみなさんの力で成り立っている。少子化などもあり、日本に寄与して地域の一員になっているみなさんに温かい目を向けていく方向にしていきたい」と産経新聞のインタビューに答え、不法入国やオーバーステイは犯罪ではないとの考えを明らかにした。
- 2009年10月9日、最高裁判所から中国残留孤児と血縁関係がないと判断され、大阪入国管理局から国外退去を命じられていた姉妹に対して、法務大臣の権限で在留特別許可を認めた[38]。
- 2009年11月30日、不法滞在で国外退去を命じられていたインド人一家5人に在留特別許可を認めた。一家は最高裁で退去処分の取り消し請求訴訟の敗訴が確定しており、異例の決定となった。

## 論争

### 問責決議案など
- 1999年8月11日、法務委員長の荒木清寛解任決議案を提出。その賛成討論において、議長から持ち時間を大幅に越えていることを数回注意されるも、これを無視して発言を続け、「組織犯罪対策関連三法案の審議において、委員長の職権を乱用し、審査の請求や総理大臣に対する質疑の必要性を訴える議員を無視し、委員会の開会を強行した」と糾弾した[39]。
- 1999年10月21日、防衛政務次官西村眞悟が、雑誌週刊プレイボーイ（1999年11月2日号）のインタビューで「核とは『抑止力』なんですよ。強姦しても何にも罰せられんのやったら、オレらみんな強姦魔になってるやん。けど、罰の抑止力があるからそうならない」と発言したことについて、「抑止力のたとえとして『強姦』をとりあげる人権感覚の欠如、女性蔑視の不適切極まりない発言には強い憤りを禁じ得ない」と岡崎トミ子・小宮山洋子らと一緒に青木幹雄官房長官に抗議を行う。また、任命権者の小渕恵三首相に対して、自らの責任を明らかにするよう要望書を手渡した[40]。
- 1999年11月11日、参議院総務委員会で、リクルート事件で受託収賄罪となった藤波孝生元官房長官の議員辞職を求め、「辞任されなければ、辞職勧告は、自らを律する意味も含め、国会議員の責務。」と追及した[41]。
- 2007年6月29日、参議院本会議で安倍晋三首相に対する問責決議案の賛成討論に立ち「美しい国との美名のもとに身勝手なご都合主義を破壊し、国民が築いてきた平和への努力を踏みにじる人は国のリーダーたり得ない」と安倍総理大臣に辞任を迫った[42]。
- 2010年7月15日に、自民党の安倍晋三元首相が、参院選で落選した千葉景子法相が閣僚を続けていることに対して「国民がノーを突き付けたのに閣僚として残るのは問題だ」として、問責決議案を提出すべきだと表明した[43]。これを受けて7月16日にみんなの党の渡辺喜美代表も記者会見で、「常識では考えられない。国民から駄目出しを受けた人を居座り続けさせるのは言語道断だ」とし、法相問責決議案が出た場合は同調する考えを表明している[44]。

## 政策・主張 ・発言
- 選択的夫婦別姓法案に賛成[45]。1999年1月27日、全国フェミニスト議員連盟などが主催する「夫婦別姓選択制と婚外子差別撤廃の実現に向けて市民と国会議員の集い」に参加。2009年4月24日、選択的夫婦別姓制度の導入を柱とする「民法の一部を改正する法律案」の筆頭発議者となる。 2009年9月29日、法相就任時のインタビューにおいて、「法制審の答申があったのに、この間、実現しなかったことの方が異常という感じがする。答申に基づいた法案を、できるだけ早い時期に国会に提案できるように進めたい」とのべ、法案成立への意欲を示した[45]。

「子供は国の宝」発言への批判
2007年（平成19年）2月15日、参議院厚生労働委員会で、安倍首相が今国会の施政方針演説で「子供は国の宝」と述べたことについて、「子供は経済や年金のために生まれるのでない。子供は国のために生まれるという発想があるのではないか」と批判した。
検察指揮権に関する発言
- 2009年（平成21年）9月16日、法務大臣への任命を受けて行われた就任記者会見において、民主党が同年6月に発表した「政治資金問題を巡る政治、検察、報道のあり方に関する第三者委員会」の最終報告書の中で、「法務大臣は高度の政治的配慮から指揮権を発動し、検察官の権限行使を差し止め、国民の判断に委ねる選択肢もあり得た。」との考えが、示されたことに関して、指揮権（検察庁法14条但書に定める法務大臣の検事総長に対する個別指揮権）の発動についてどのような見解を持っているか問われ、「検察というのも行政の一つですから、それに対して法務大臣が一般的に指揮権を持っているということは認識をしています。ただ個別の事件について、どのような権限があるかと言えば、一つはやはり恣意的なあるいは党派的なそういうものを排除する。しかし国民の視点に立って検察の暴走をチェックをする、こういう点からきちっと指揮権というのを踏まえて対処していくべきだと考えています。」と答えた[46][47]。
- 2010年（平成22年）1月19日、閣議後の記者会見において小沢一郎の資金管理団体の土地購入に関する陸山会事件で同会の事務担当者だった石川知裕衆議院議員らが東京地検に逮捕された件について、「今回の件で指揮権を発動する考えは全くないというふうに言えますか。」と問われたのに対して、「一般的に指揮権というのが私の下にあるということは承知をしています。個別に、どう行使をするとかしないとかということについては、コメントをすべきものではないと考えています。」と答えた[48]。2月に石川知裕ら3人が起訴されたが、指揮権は発動されなかった。

特例による金賢姫元死刑囚の入国許可
日本の入管法5条4号は、日本への上陸拒否事由として「日本国又は日本国以外の国の法令に違反して、一年以上の懲役若しくは禁錮又はこれらに相当する刑に処せられたことのある者」を掲げている。1987年（昭和62年）の大韓航空機爆破事件の実行犯の一人である金賢姫は、日本の偽造パスポートを使用・行使し、テロを実行・完遂している。そのため、日本の公文書偽造罪・旅券法違反に当たる他、韓国において死刑判決を受けており、この上陸拒否事由に該当する。しかも、日本国外に居たために、刑法の規定により公訴時効は停止したままである。
2010年（平成22年）7月20日、拉致被害者の田口八重子に関する情報を、北朝鮮の工作員であった金から聞き出すという名目で、金が来日する際に上陸の可否が問題となった。千葉は入管法5条4号の例外を認める入管法5条の2を根拠に金の入国を認めたが有力な情報は得られてない。
- 「横須賀港の原子力空母の母港化に反対し、厚木基地のNLPは硫黄島に移転させる」「政府から独立した人権擁護機関を都道府県毎に設置する」「外国籍県民と共生できる社会」などを公約としている[50]。

慰安婦問題
- 1998年8月20日、参議院予算委員会で従軍慰安婦問題を取り上げ、「アジア女性基金に表された国民の真摯な気持ちに関係諸国の理解が得られるよう努力したい」と述べる小渕恵三首相に対して、「アジア女性基金だけでは納得されていないのが実態ではないか」と指摘した[51]。
- 1999年、日本の戦争責任資料センター代表の荒井信一や西川重則が主催する「恒久平和調査局設置を求める院内集会」に小宮山洋子や吉川春子らと参加[52]。
- 2000年4月10日、本岡昭次、輿石東、円より子らと共同で戦時性的強制被害者問題の解決の促進に関する法律案を提出した[53]。
- 2002年7月23日、参議院内閣委員会の戦時性的強制被害者問題の解決の促進に関する法律案についての審議において、日本政府の「従軍慰安婦への賠償並びに財産及び請求権の問題は日韓基本条約とサンフランシスコ平和条約で法的に解決している」という見解に強い憤りを表明し、慰安婦の名誉と尊厳の回復を政府が積極的に行うべきだと主張した[54]。
- 2002年5月、衆議院第2議員会館で開催された「元『慰安婦』の補償と名誉回復のために！ 決起集会」に参加し、戦時性的強制被害者問題の解決の促進に関する法律案の成立を訴えた。
- 2005年2月28日、戦時性的強制被害者問題解決促進法案を再提出。法案提出後の記者会見で、慰安婦を称する女性たちが高齢化している現状を指摘し、内閣委員会での一刻も早い積極的な審議を求めた[55]。
- 2006年3月29日、戦時性的強制被害者問題の解決の促進に関する法律案を参議院に提出する。（結果は廃案）
- 2007年2月21日、マイク・ホンダがアメリカ合衆国下院121号決議を成立させる動きに連動し、米議会の公聴会で慰安婦を名乗り証言した李容洙を招いて開催した集会に参加。米下院に提出された決議案の通過阻止を目的に日本当局がロビイストを雇いロビー活動を行っていることについて非難した[56]。
- 2008年6月10日、戦時性的強制被害者問題の解決の促進に関する法律案を参議院に提出する。（結果は廃案）
- 2008年8月7日、「アジア・太平洋地域の戦争犠牲者に思いを馳せ、心の刻む集会」実行委員会が招聘した慰安婦を自称する女性を谷岡郁子と一緒に横路孝弘衆議院副議長や江田五月参議院議長に引き合わた[57]。
- 2009年11月27日、閣議後会見で、慰安婦への補償や、永住外国人への地方参政権付与を求める市民集会に祝電を送ったことを明らかにした。その上で、法相として集会の内容に賛意を示したことにつながるとの指摘については「参院議員ということで対応した。そういうことは決してない」と述べた[58][59]。

## 人物
- 土屋公献、金政玉、川村一之（戦争被害調査会法を実現する市民会議事務局長）らが支援者として紹介されている[60]。
- 愛煙家であり、議員の答弁中にたびたび途中退席し、喫煙所で煙草をふかしているヘビースモーカー[61]。

## 所属議員連盟
- アムネスティ議員連盟（事務局長）
- 新政局懇談会
- 恒久平和のために真相究明法の成立を目指す議員連盟
- 朝鮮半島問題研究会（顧問）
- 在日韓国人をはじめとする永住外国人住民の法的地位向上を推進する議員連盟（呼びかけ人）
- 死刑廃止を推進する議員連盟[62]
- 戸籍法を考える議員連盟